# Georg Neumark
Georg Neumark (Langensalza, 1621. március 16. – Weimar, 1681. július 18.) német költő, könyvtáros, levéltáros.

## Élete
Weimarban 1652-től könyvtáros, később pedig levéltáros volt. Tanulmányait a königsbergi egyetemen végezte. Élete végén megvakult. Fő munkája: Der neusprossende deutsche Palmbaum (Nürnberg, 1668), mely annak nyelvtársaságnak a története, melynek ő is tagja volt. Költeményei közül az egyházi dalok becsesek és részben még ma is népszerűek (pi. a Wer nur den lieben Gott lässt walten kezdetű), ellenben a világiak, melyek kevésbé jól sikerültek. Költészettana (Poetische Tafeln, 1667) történeti szempontból érdekes. Életét megírta Franz Knauth (1881), jellemzését adja Richard Wegener.